# Saint-Mayeux
Saint-Mayeux (bretonisch: Sant-Vaeg) ist eine französische Gemeinde mit 460 Einwohnern (Stand: 1. Januar 2022) im Département Côtes-d’Armor in der Region Bretagne.

## Geographie
Umgeben wird Saint-Mayeux von den sechs Nachbargemeinden:
| Corlay               | Saint-Martin-des-Prés                       |                           |
| Plussulien           | Kompassrose, die auf Nachbargemeinden zeigt | Saint-Gilles-Vieux-Marché |
| Bon Repos sur Blavet | Caurel                                      |                           |

## Bevölkerungsentwicklung

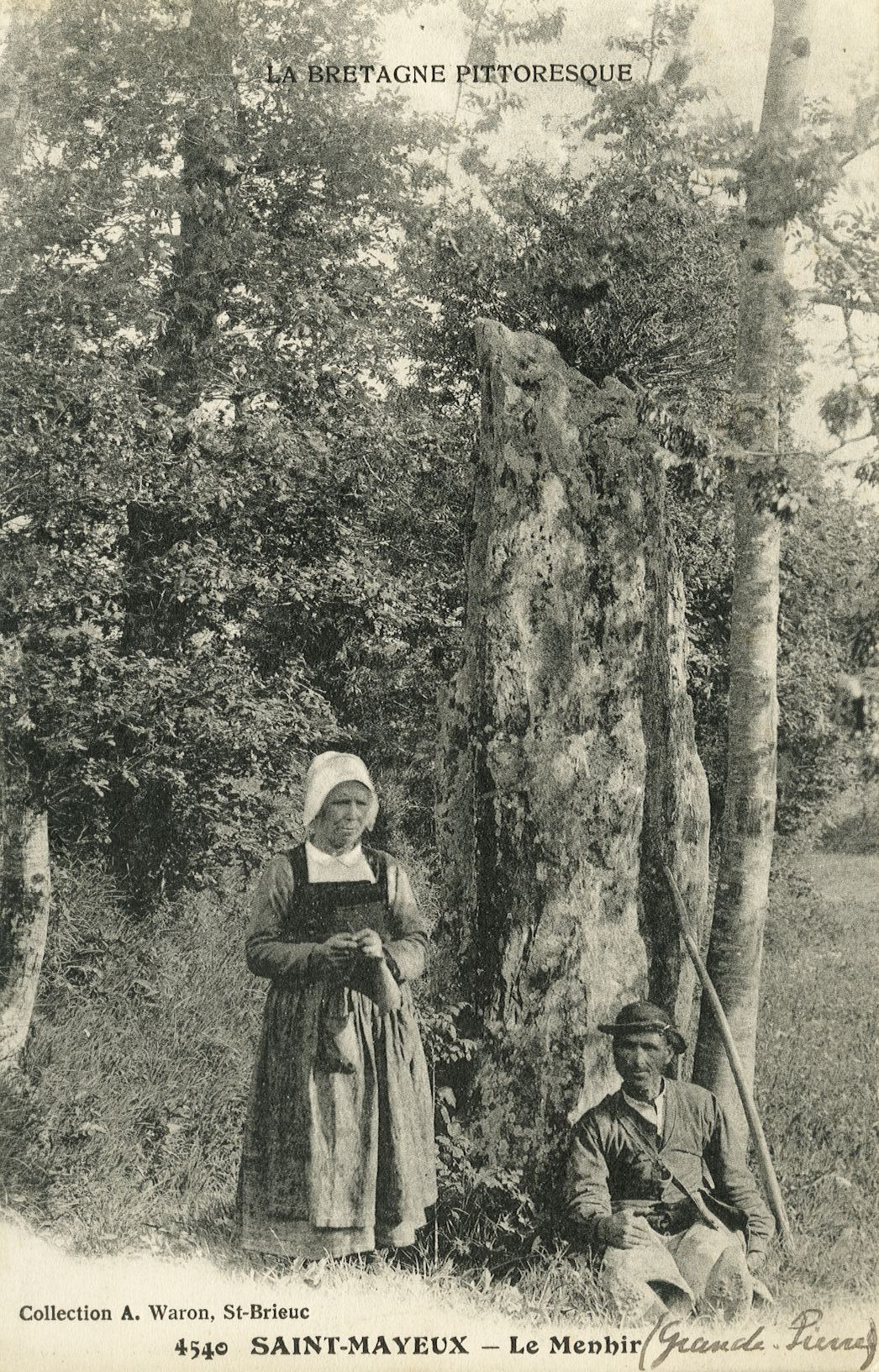
Menhir - AD22

| 1962 | 1968 | 1975 | 1982 | 1990 | 1999 | 2008 | 2016 |
| 839  | 874  | 773  | 664  | 539  | 484  | 527  | 469  |

## Sehenswürdigkeiten
Siehe: Liste der Monuments historiques in Saint-Mayeux